# Coupe de France 2010
Die Coupe de France 2010 ist die 19. Austragung der Coupe de France, einer seit der Saison 1992 stattfindenden Serie von französischen Eintagesrennen im Radsport.

## Rennen
| Datum         | Rennen                                 | Sieger              | Führender (Fahrerwertung)        | Führender (Teamwertung) |
| ------------- | -------------------------------------- | ------------------- | -------------------------------- | ----------------------- |
| 31. Januar    | Grand Prix d’Ouverture La Marseillaise | Jonathan Hivert     | Jonathan Hivert                  | Cofidis                 |
| 21. März      | Grand Prix Cholet-Pays de la Loire     | Leonardo Duque      | Jonathan Hivert & Leonardo Duque | Cofidis                 |
| 13. April     | Paris–Camembert                        | Sébastien Minard    | Leonardo Duque                   | Cofidis                 |
| 15. April     | Grand Prix de Denain                   | Denis Flahaut       | Leonardo Duque                   | Cofidis                 |
| 17. April     | Tour du Finistère                      | Florian Vachon      | Leonardo Duque                   | Bretagne-Schuller       |
| 18. April     | Tro Bro Leon                           | Jérémy Roy          | Florian Vachon                   | Bretagne-Schuller       |
| 2. Mai        | Trophée des Grimpeurs                  | abgesagt            |                                  |                         |
| 29. Mai       | Grand Prix de Plumelec-Morbihan        | Wesley Sulzberger   | Florian Vachon                   | Bretagne-Schuller       |
| 1. August     | Polynormande                           | Andy Cappelle       | Florian Vachon                   | Bretagne-Schuller       |
| 29. August    | Châteauroux Classic de l’Indre         | Anthony Ravard      | Florian Vachon                   | Bretagne-Schuller       |
| 5. September  | Tour du Doubs                          | Jérôme Coppel       | Leonardo Duque                   | Bretagne-Schuller       |
| 19. September | Grand Prix d’Isbergues                 | Aleksejs Saramotins | Leonardo Duque                   | Bretagne-Schuller       |
| 26. September | Tour de Vendée                         | Koldo Fernández     | Leonardo Duque                   | Bretagne-Schuller       |

## Wertungen
Endstand

### Fahrerwertung
| Position | Fahrer             | Team                    | Punkte |
| -------- | ------------------ | ----------------------- | ------ |
| 1        | Leonardo Duque     | Cofidis                 | 145    |
| 2        | Florian Vachon     | Bretagne-Schuller       | 144    |
| 3        | Jonathan Hivert    | Saur-Sojasun            | 130    |
| 4        | Romain Feillu      | Vacansoleil             | 89     |
| 5        | Renaud Dion        | Roubaix Lille Métropole | 73     |
|          | Cédric Pineau      | Roubaix Lille Métropole | 73     |
| 7        | Jérôme Coppel      | Saur-Sojasun            | 71     |
| 8        | Sébastien Minard   | Cofidis                 | 68     |
| 9        | Jérémy Roy         | FDJ                     | 58     |
|          | Matthieu Ladagnous | FDJ                     | 58     |

### Nachwuchswertung
| Position | Fahrer          | Team                    | Punkte |
| -------- | --------------- | ----------------------- | ------ |
| 1        | Florian Vachon  | Bretagne-Schuller       | 144    |
| 2        | Jonathan Hivert | Saur-Sojasun            | 130    |
| 3        | Cédric Pineau   | Roubaix Lille Métropole | 73     |
| 4        | Jérôme Coppel   | Saur-Sojasun            | 71     |
| 5        | Romain Hardy    | Bretagne-Schuller       | 51     |

### Teamwertung
| Position | Team                    | Punkte |
| -------- | ----------------------- | ------ |
| 1        | Bretagne-Schuller       | 105    |
| 2        | Cofidis                 | 93     |
| 3        | FDJ                     | 91     |
| 4        | Roubaix Lille Métropole | 82     |
| 5        | Saur-Sojasun            | 80     |
| 6        | BigMat-Auber 93         | 74     |
| 7        | Ag2r La Mondiale        | 59     |
| 8        | Bbox Bouygues Télécom   | 58     |